# انتخابات سراسری پاراگوئه (۲۰۱۸)
انتخابات سراسری پاراگوئه در تاریخ ۲۲ آوریل ۲۰۱۸ در پاراگوئه برگزار شد. رئیس‌جمهور هوراسیو کارتس و خوان آفرا، از حزب کلرادو واجد شرایط انتخاب دور بعدی نیستند. رئیس‌جمهور جدید و معاون رئیس‌جمهور در تاریخ ۱۵ اوت ۲۰۱۸ اداره کشور را بر عهده می‌گیرند و در اوت ۲۰۲۳ سمت خود را ترک خواهند کرد.

## نظام انتخاباتی
رئیس‌جمهور پاراگوئه با اکثریت آرا در انتخابات ریاست جمهوری برنده می‌شود، رئیس‌جمهور و معاون او برای بک دوره‌ای پنج ساله انتخاب می‌شوند. مجلس نمایندگان ۸۰ کرسی دارد و اعضای آن نیز با رأی مردم هر پنج سال یک بار مشخص می‌شوند. قوه قانونگذاری این کشور از دو مجلس تشکیل شده‌است. مجلس سنا ۴۵ کرسی دارد و نمایندگان آن با رأی مردم برای دوره‌ای پنج ساله تعیین می‌شوند. نمایندگان مجلس ملی براساس فهرست بسته احزاب معرفی شده و توسط نمایندگان انتخاب می‌شوند.